# Église Saint-Eutrope de Sainte-Colombe
Pour les articles homonymes, voir Église Saint-Eutrope.
L'église Saint-Eutrope est une église de style roman saintongeais située à Sainte-Colombe en Saintonge, dans le département français de la Charente-Maritime en région Nouvelle-Aquitaine.

## Historique
L'église de Sainte-Colombe fut construite en style roman au XIIe siècle.
Elle fait l'objet d'une inscription au titre des monuments historiques depuis le 24 janvier 1986.